# Symphoniker Hamburg
Symphoniker Hamburg (pol. „Orkiestra Symfoniczna Hamburg”, od momentu otwarcia Elbphilharmonie znana także pod nazwą Symphoniker Hamburg - Laeiszhalle Orchester) – orkiestra symfoniczna, założona w 1957 roku w Hamburgu. Od początku istnienia siedzibą orkiestry jest Laeiszhalle. 
Jej pierwszym kierownikiem był Robert Heger. Po nim funkcję tę sprawowali: Gábor Ötvös, Wilfried Boettcher, Heribert Beissel, Carlos Kalmar, Miguel Ángel Gómez Martínez, Yoav Talmi, Andrzej Boreyko i Jeffrey Tate. Od sezonu 2018/2019 orkiestrą kieruje Sylvain Cambreling.
Występowała ona pod batutą takich dyrygentów, jak Charles Mackerras, Christian Thielemann, Peter Ruzicka, Horst Bierkrug, Ralf Weiker i Sebastian Weigle. Gościnnie z orkiestrą występowali tacy soliści jak np.: Christian Tetzlaff, Jelizawieta Leonska, Andriej Chotiejew, Frank Peter Zimmermann, Edita Gruberová, Plácido Domingo i Grace Bumbry.
Orkiestra Symfoniczna Hamburg wystawia regularnie w sezonie w Hamburskiej Operze Państwowej (Hamburger Staatsoper) około dwudziestu przedstawień operowych i baletowych.
Uzyskała ona bardzo dobrą międzynarodową reputację poprzez wiele występów koncertowych, między innymi we Włoszech, Francji, Hiszpanii, Skandynawii, Polsce i Turcji, nie pomijając Wielkiej Brytanii.
Nagrania z Orkiestrą Symfoniczną Hamburg zostały wydane przez wytwórnie fonograficzne Dabringshaus i Grimm, Edel Classics i Deutsche Grammophon (ECHO Klassik – niemiecka nagroda płytowa).
Od wielu lat orkiestra oferuje też koncerty dla dzieci oraz coroczne koncerty na wolnym powietrzu, odbywające się w Hamburgu na głównym podwórku ratuszowym.